# PBV 1–9
Die PBV 1–9 waren Güterzug-Schlepptender-Dampflokomotiven der Fünfkirchen–Barcser Eisenbahn (Pécsi–Barcs Vasút, PBV).
Die PBV bestellte diese neun Lokomotiven 1868 bei der Lokomotivfabrik der StEG. Die Fahrzeuge erhielten die Betriebsnummern  1–9. Anlässlich der Verstaatlichung der BPV bekamen sie die MÁV-Kategoriebezeichnung IIIr und zunächst die Nummern 3181–3189, die 1898 in 3581–3589 geändert wurden, um Platz für weitere Lokomotiven der Kategorie MÁV IIIq zu schaffen. Ab 1911 wurden sie in 356,001–009 umgezeichnet.